# Muralismo

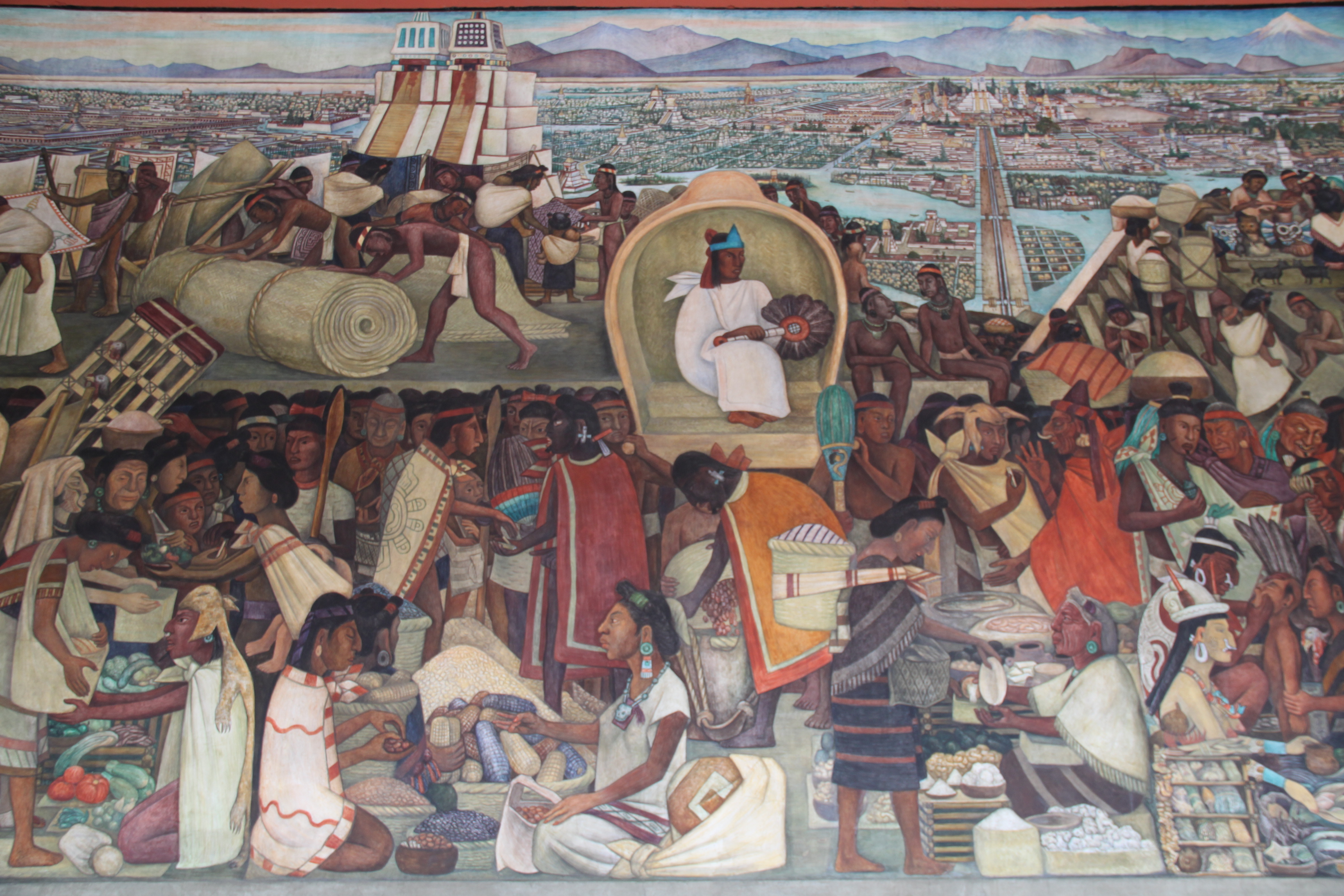
Diego Rivera – Marktszene in Tlatelolco, Nationalpalast, Mexiko-Stadt (um 1950)

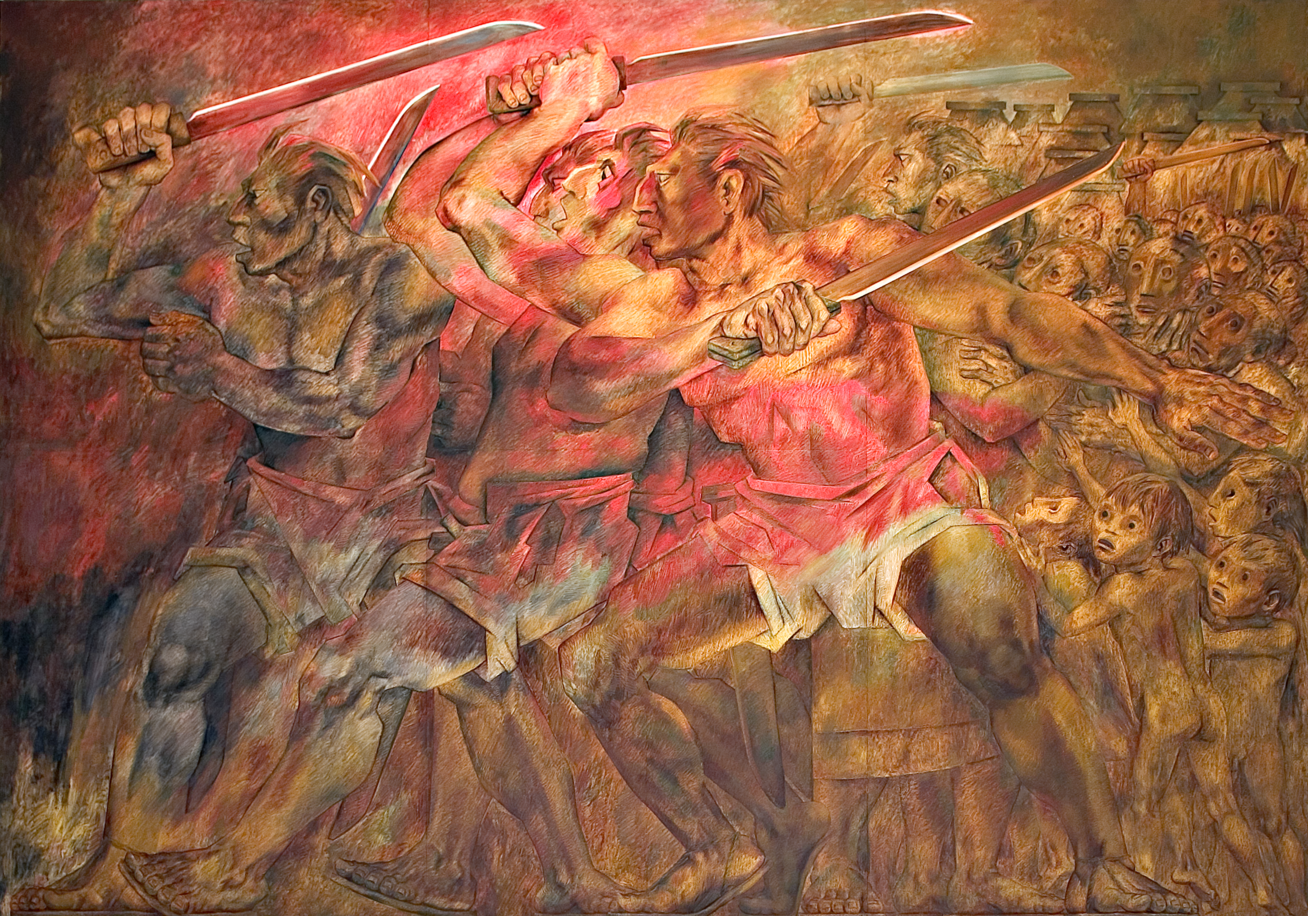
Fernando Castro Pacheco – Kastenkriege, Gouverneurspalast, Mérida (um 1975)

Der Begriff Muralismo ist eine Bewegung und Kunstform, die in den 1920er Jahren nach der Mexikanischen Revolution entstand. Die spanische Bezeichnung Murales bezeichnet Wandmalerei im öffentlichen Raum. Die Werke spiegeln nationale, sozialkritische und historische Inhalte wider. Hauptwerkzeug ist der Pinsel, es werden aber auch andere Techniken wie zum Beispiel Sprühpistolen genutzt. Die meisten Murales sind jedoch in Fresko-Technik gemalt.

## Geschichte
Als Impulsgeber der Kunstrichtung wird neben Dr. Atl, dem Propagandachef von Venustiano Carranza, José Vasconcelos in seiner damaligen Funktion als Secretario de Educación Pública genannt. Die Regierung vergab Aufträge an eine Gruppe von Künstlern mit dem Ziel, durch große, oft monumentale Wandbilder an prestigeträchtigen öffentlichen Gebäuden der größtenteils analphabetischen Bevölkerung die Geschichte des Landes näherzubringen, insbesondere die indigenen Anteile der mexikanischen Kultur und den Fortschritt des Landes. Die ersten Murales entstanden an der Escuela Nacional Preparatoria in Mexiko-Stadt. Die Künstler waren dabei in der Darstellung ihrer Inhalte nahezu frei. Viele Bilder heroisieren das Arbeiter- und Bauernvolk und dessen populäre Führer, stellen Szenen der Revolution patriotisch dar, verurteilen Großgrundbesitz und stellen das prähispanische Leben der indigenen Urbevölkerung des Landes idealisiert dar.
Die wichtigsten Vertreter waren die sogenannten Los Tres Grandes („Die großen Drei“): José Clemente Orozco († 1949), Diego Rivera († 1957) und David Alfaro Siqueiros († 1974). Die meisten mexikanischen Murales-Maler waren Männer; als erste Vertreterin dieser körperlich anstrengenden Kunstform malte Aurora Reyes Flores im Jahr 1936 ihre Darstellung des Atentado a los Maestros Rurales. Aus Guatemala kam Rina Lazo (1923–2019), die Assistention Riveras. Viele der heute bekannten Künstler aus Mexiko waren linkspolitisch aktiv; einige von ihnen durchreisten auch europäische Länder, tauschten sich mit dortigen Künstlern aus und ließen sich durch die europäische Kunst in ihrem weiteren Schaffen beeinflussen. 
Nelson Rockefeller ließ das 1934 erstellte Fresko Riveras Man at the Crossroads im Rockefeller Center übertünchen, weil darauf Lenin dargestellt war.
Die in Mexiko verbreiteten Werbegraffiti Bardas de Baile lassen sich als populäre kommerzielle Spielart des Muralismo verstehen.

## Muralismo außerhalb Mexikos

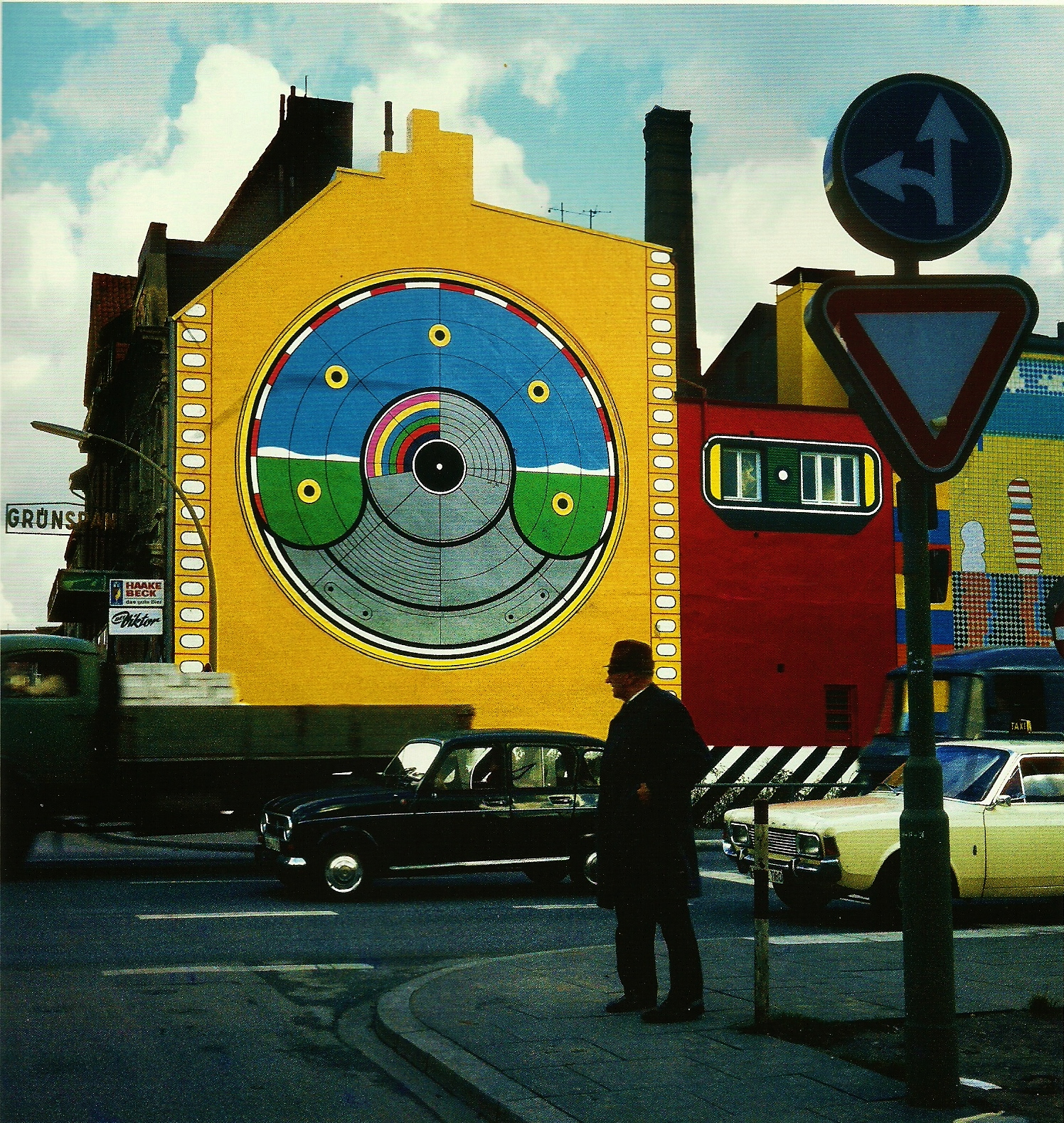
Werner Nöfer – Wallpainting in Hamburg (1968)

Heute finden sich in Mexiko an nahezu allen öffentlichen Gebäuden Murales. Unter dem Namen Muralismo verbreitete sich diese Kunstform im Laufe des 20. Jahrhunderts in vielen Ländern Lateinamerikas und später nach den USA auch in Europa. Im Jahr 1968 wurde in der „Großen Freiheit“ in Hamburg das erste deutsche Wallpainting von den Künstlern Werner Nöfer und Dieter Glasmacher realisiert. In der Tradition des mexikanischen Muralismo hat die französische Künstlergruppe CitéCréation seit ihrer Gründung 1978 weltweit über 500 Fassadenkunstwerke geschaffen (Stand 2011).

### Muralismo in Italien

Murales in Orgosolo

In Italien gibt es eine große Anzahl von Wandmalereien in Orgosolo, u. a. von Francesco Del Casino, und in der „Museumsstadt“ San Sperate. Im Jahr 1968 hat Pinuccio Sciola, geprägt durch mexikanische Künstler wie David Alfaro Siqueiros, mit der Verwirklichung der ersten Murales in San Sperate begonnen.
In der Basilikata gibt es in Satriano Wandmalereien des Künstlers Giovanni De Gregoro aus dem 18. Jahrhundert.
Im „Park der Göttlichen Komödie“ (Valle delle Pietre Dipinte) in Campobello di Licata in der Provinz Agrigent befindet sich ein großer literarischer Park. Auf insgesamt 110 Monolithen aus Travertin hat der Künstler Silvio Benedetto Szenen der Göttlichen Komödie Dantes gemalt.